# Newchurch in Rossendale
Newchurch lub Newchurch in Rossendale – wieś w Anglii, w hrabstwie Lancashire, w dystrykcie Rossendale. Leży 26 km na północ od miasta Manchester i 283 km na północny zachód od Londynu.